# Thomas Fletcher (Politiker)
Thomas Fletcher (* 21. Oktober 1779 im Westmoreland County, Pennsylvania; † nach 1825 bei Sharpsburg, Kentucky) war ein US-amerikanischer Politiker. Zwischen 1816 und 1817 vertrat er den Bundesstaat Kentucky im US-Repräsentantenhaus.

## Werdegang
Über die Jugend von Thomas Fletcher ist nicht viel bekannt. Später zog er in das Montgomery County in Kentucky. In seinem neuen Heimatstaat begann er als Mitglied der Demokratisch-Republikanischen Partei eine politische Laufbahn. In den Jahren 1803, 1805 und 1806 wurde er in das Repräsentantenhaus von Kentucky gewählt. Während des Britisch-Amerikanischen Krieges von 1812 war Fletcher Major unter dem Kommando von General William Henry Harrison.
Nach dem Rücktritt des Abgeordneten James Clark im Jahr 1816 wurde Fletcher im ersten Wahlbezirk von Kentucky in das US-Repräsentantenhaus in Washington, D.C. gewählt, wo er am 2. Dezember 1816 sein neues Mandat antrat. Da er bei den regulären Kongresswahlen des Jahres 1816 auf eine weitere Kandidatur verzichtete, konnte er bis zum 3. März 1817 nur die angebrochene Legislaturperiode im Kongress beenden. Zwischen 1817 und 1825 war Fletcher mehrfach Abgeordneter im Repräsentantenhaus von Kentucky. Er starb nahe Sharpsburg; sein Sterbedatum ist nicht bekannt.